# Strassenbahn Schaffhausen–Schleitheim
| Motorwagen der StSS vor dem Depot in Siblingen 1905 |                     |                                  |                                  |
| Streckenlänge: | 16,421 km           |                                  |                                  |
| Spurweite: | 1000 mm (Meterspur) |                                  |                                  |
| Stromsystem: | 900 Volt =          |                                  |                                  |
| Maximale Neigung: | 60 ‰                |                                  |                                  |
| Minimaler Radius: | 17 m                |                                  |                                  |
| |                     |                                  |                                  |
| \| \| \| Strassenbahn Schaffhausen \| \| \| \| 0,000 \| Hochrheinbahn \| 430 m ü. M. \| \| \| 0,384 \| Neuhausen Kreuzstrasse \| 440 m ü. M. \| \| \| 1,888 \| Engehof \| 455 m ü. M. \| \| \| 4,046 \| Beringen StSS \| 456 m ü. M. \| \| \| 5,942 \| Löhningen \| 470 m ü. M. \| \| \| 8,882 \| Siblingen \| 508 m ü. M. \| \| \| 9,120 \| Depot Siblingen \| Depot Siblingen \| \| \| 10,827 \| Siblingerhöhe \| 555 m ü. M. \| \| \| 12,539 \| Hohbrugg \| 502 m ü. M. \| \| \| 14,551 \| Schleitheim \| 467 m ü. M. \| \| \| \| Depot Schleitheim \| \| \| \| 15,540 \| Bartenmühle (später aufgelassen) \| Bartenmühle (später aufgelassen) \| \| \| 16,421 \| Oberwiesen-Stühlingen \| 456 m ü. M. \| |                     |                                  |                                  |
| U-Bahn-Strecke (außer Betrieb) |                     | Strassenbahn Schaffhausen        | Strassenbahn Schaffhausen        |
| U-Bahn-Kreuzung mit Eisenbahn geradeaus unten (Strecke geradeaus außer Betrieb) | 0,000               | Hochrheinbahn                    | 430 m ü. M.                      |
| U-Bahn-Haltepunkt / Haltestelle (Strecke außer Betrieb) | 0,384               | Neuhausen Kreuzstrasse           | 440 m ü. M.                      |
| U-Bahn-Bahnhof (Strecke außer Betrieb) | 1,888               | Engehof                          | 455 m ü. M.                      |
| U-Bahn-Bahnhof (Strecke außer Betrieb) | 4,046               | Beringen StSS                    | 456 m ü. M.                      |
| U-Bahn-Bahnhof (Strecke außer Betrieb) | 5,942               | Löhningen                        | 470 m ü. M.                      |
| U-Bahn-Bahnhof (Strecke außer Betrieb) | 8,882               | Siblingen                        | 508 m ü. M.                      |
| U-Bahn-Abzweig geradeaus und nach rechts (Strecke außer Betrieb) | 9,120               | Depot Siblingen                  | Depot Siblingen                  |
| U-Bahn-Bahnhof (Strecke außer Betrieb) | 10,827              | Siblingerhöhe                    | 555 m ü. M.                      |
| U-Bahn-Bahnhof (Strecke außer Betrieb) | 12,539              | Hohbrugg                         | 502 m ü. M.                      |
| U-Bahn-Bahnhof (Strecke außer Betrieb) | 14,551              | Schleitheim                      | 467 m ü. M.                      |
| U-Bahn-Abzweig geradeaus und nach links (Strecke außer Betrieb) |                     | Depot Schleitheim                | Depot Schleitheim                |
| U-Bahn-Haltepunkt / Haltestelle (Strecke außer Betrieb) | 15,540              | Bartenmühle (später aufgelassen) | Bartenmühle (später aufgelassen) |
| U-Bahn-Kopfbahnhof Streckenende (Strecke außer Betrieb) | 16,421              | Oberwiesen-Stühlingen            | 456 m ü. M.                      |

Die Strassenbahn Schaffhausen–Schleitheim, abgekürzt StSS, war ein Verkehrsunternehmen im Schweizer Kanton Schaffhausen. Es betrieb eine elektrische, meterspurige Überlandtrambahn, die vom 8. August 1905 an Neuhausen am Rheinfall mit dem Schleitheimer Ortsteil Oberwiesen verband. Die Züge der StSS verkehrten dabei durchgehend von und bis in die Kantonshauptstadt Schaffhausen. Hierbei benutzten sie die Gleise der ehemaligen Strassenbahn Schaffhausen, die  von der Schaffhauser Strassenbahn (SchSt) betrieben wurde. Am 1. Oktober 1964 ersetzte man die Züge auf der Überlandstrecke durch Autobusse. Das Unternehmen firmierte fortan als Autoverbindung Schaffhausen–Schleitheim (ASS), seit 2001 heisst es Regionale Verkehrsbetriebe Schaffhausen RVSH AG. Die Aktiengesellschaft tritt meist unter der Marketingbezeichnung SchaffhausenBus auf und betreibt ausserdem die Linien 22 bis 28.
2019 wurde der Regionale Verkehrsbetrieb Schaffhausen mit den Verkehrsbetrieben Schaffhausen zu den Verkehrsbetrieben Schaffhausen vbsh fusioniert.

## Vorgeschichte
Im Jahr 1863 wurde die Hochrheinbahn von Basel nach Konstanz eröffnet. Sie führte durch den Klettgau im Kanton Schaffhausen. Die Streckenführung versuchte einen Kompromiss zu ermöglichen, da die verschiedenen Gemeinden um einen Bahnanschluss konkurrierten. Die Gemeinden entlang dem Randen konnten mit Ausnahme von Beringen jedoch nicht berücksichtigt werden.
Als 1870 der Bau der Wutachtalbahn beschlossen wurde, kam die Idee einer normalspurigen Verbindung von Stühlingen nach Beringen auf. 1872 erteilte die Schweizerische Eidgenossenschaft eine Konzession zum Bau einer Verbindung von Stühlingen nach Beringen, 1875 wurde sogar ein Staatsvertrag abgeschlossen. Aufgrund des abflauenden Eisenbahnbooms wurde die Idee aber nie realisiert.
Grosse Teile des Kantons Schaffhausen waren bis zum Ende des 19. Jahrhunderts zu einem Bahnanschluss gekommen. Daher hielt es der Regierungsrat des Kantons Schaffhausen für angemessen, dass der Kanton den Bau einer Schmalspurbahn selber an die Hand nahm. Am 14. Februar 1904 befürworteten die Stimmberechtigten des Kantons das Dekret über den Bau und Betrieb der Strassenbahn Schaffhausen–Schleitheim.

## Streckenbeschreibung

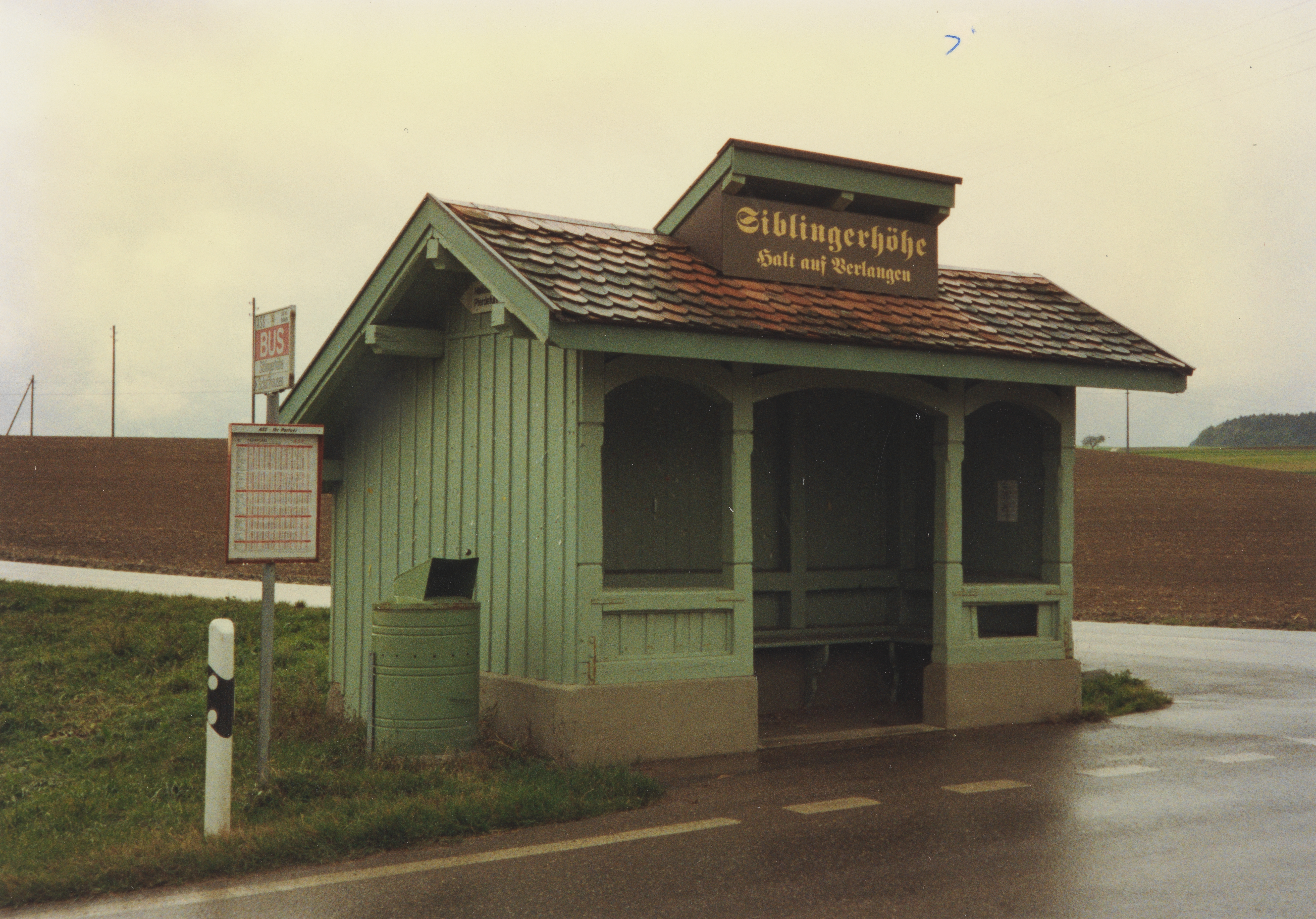
Ehemaliges Wartehäuschen Siblingerhöhe (1992)

Die Kilometrierung der Überlandstrecke begann bei der Durchfahrt unter der Hochrheinbahn; diese erfolgte im Zuge der Klettgauerstrasse. Es folgte die Haltestelle Kreuzstrasse, bevor anschliessend die Engi durchfahren wurde – so wird der Einschnitt zwischen dem Buechbüel und dem Galgenbuck genannt. Beim Engihof befand sich die erste Ausweichstelle, die offizielle Stationsbezeichnung lautete Engehof. Die Strecke führte nun entlang der Hauptstrasse 14 über Beringen und Löhningen nach Siblingen. Die drei Orte besassen je einen Bahnhof, in Siblingen befand sich auch das Depot mit Werkstätte. Die Beringer Station hiess zur Abgrenzung von der Station Beringen  Bad Bf an der Hochrheinbahn Beringen StSS.
Bei der Passhöhe Siblingerhöhe, wo auch eine gleichnamige Haltestelle existierte, befand sich der Scheitelpunkt der Strecke. Im weiteren Verlauf führte sie ohne Zwischenhalt an der Siedlung Näppental vorbei zur Haltestelle Hohbrugg, anschliessend dem Tal folgend zum Bahnhof Schleitheim, wo ebenfalls ein Depot existierte. Kurz darauf folgte die Endstation Oberwiesen-Stühlingen, unmittelbar vor der Zollstation zu Deutschland. Der Bahnhof Stühlingen an der Wutachtalbahn lag von dort aus etwa einen halben Kilometer entfernt, bis zur Stühlinger Ortsmitte war es circa ein Kilometer.
Die Infrastrukturgrenze zwischen SchSt und StSS verlief anfangs ebenfalls bei der Durchfahrt unter der Hochrheinbahn. Der 780 Meter lange Abschnitt zwischen der Haltestelle Neuhausen Scheidegg und dem Hochrheinbahn-Viadukt gehörte anfangs zur SchSt und wurde erst 1908 an die StSS übergeben. Dennoch war dieser Abschnitt bereits von Beginn an mit den auf der Überlandstrecke üblichen 900 Volt Gleichstrom elektrifiziert. Auf der 1,74 Kilometer langen Strecke zwischen Bahnhof Schaffhausen und Neuhausen Scheidegg fuhren die StSS-Züge hingegen unter den im Stadtbetrieb üblichen 600 Volt Gleichstrom. Allerdings bedienten sie nicht alle Zwischenhaltestellen der städtischen Strassenbahn, gehalten wurde nur an den Stationen Schaffhausen Kreuz und Neuhausen Rheinhof. Die Güterzüge fuhren dabei noch 0,6 Kilometer über den Personenbahnhof hinaus zum Güterbahnhof. Mit diesen Zügen begann 1905 auch der Güterverkehr auf dem Netz der Strassenbahn Schaffhausen.
Insgesamt verliefen 13,7 Kilometer der 16,421 Kilometer langen Überlandstrecke strassenbündig. Nur zwischen Siblingen und der Siblingerhöhe gab es zwei kurze Abschnitte auf Eigentrassee, welche hauptsächlich darin begründet waren, dass die Bahnstrecke einen grösseren Kurvenradius benutzte als die Strasse. Grössere Kunstbauten waren nicht vorhanden. Grossteils wurden Vignolschienen verwendet, nur in den Ortsdurchfahrten verkehrte die Bahn auf Rillenschienen.

## Fahrzeuge

### Motorwagen

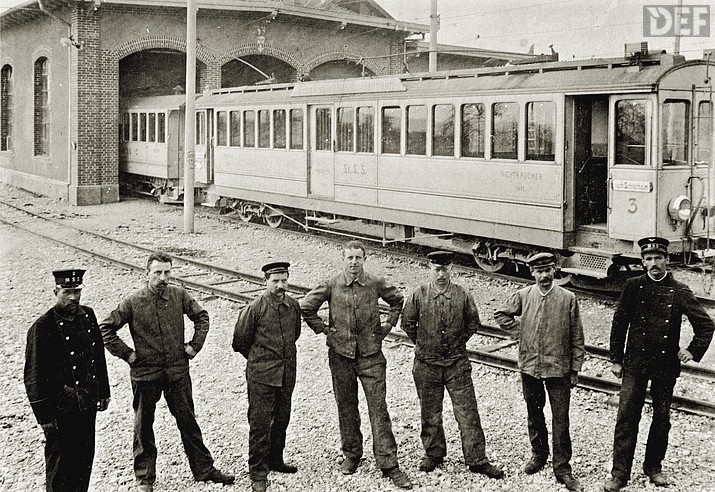
Das Personal von Depot und Werkstatt der StSS in Siblingen in den Anfängen des Bahnbetriebs um 1905, dahinter der Personen-/Gepäcktriebwagen CFe 4/4 Nr. 3

Die Schweizerische Industrie-Gesellschaft (SIG) lieferte zu Betriebsbeginn zusammen mit der Maschinenfabrik Oerlikon (MFO) vier Triebwagen CFe 4/4 1–4. Sie boten Platz für 36 Passagiere und hatten überdies ein Gepäckabteil. Sie waren ursprünglich 25 km/h schnell, wurden aber später auf 40 km/h umgerüstet. Sie hatten eine Länge von 15 Metern und wogen 20 Tonnen. Aufgrund der positiven Verkehrsentwicklung lieferten die gleichen Unternehmen 1907 den fünften Triebwagen CFe 4/4 5. Ein Jahr nach Betriebsaufnahme lieferten die oben genannten Firmen den Gepäcktriebwagen Fe 2/2 51. Er wurde später umgezeichnet als Xe 2/2 51. 1921 wurde der Triebwagen CFe 4/4 6 geliefert.

### Anhänger
Die Bahn verfügte über acht zweiachsige Personenwagen C 11–18 und über einen vierachsigen Personenwagen C4 61. Es standen ausserdem neun gedeckte Güterwagen K 21–29, fünf offene Güterwagen L 31–35, vier zweiachsige Holztransportwagen M 41–44 und ein vierachsiger Holztransportwagen M 46 zur Verfügung.

## Relikte

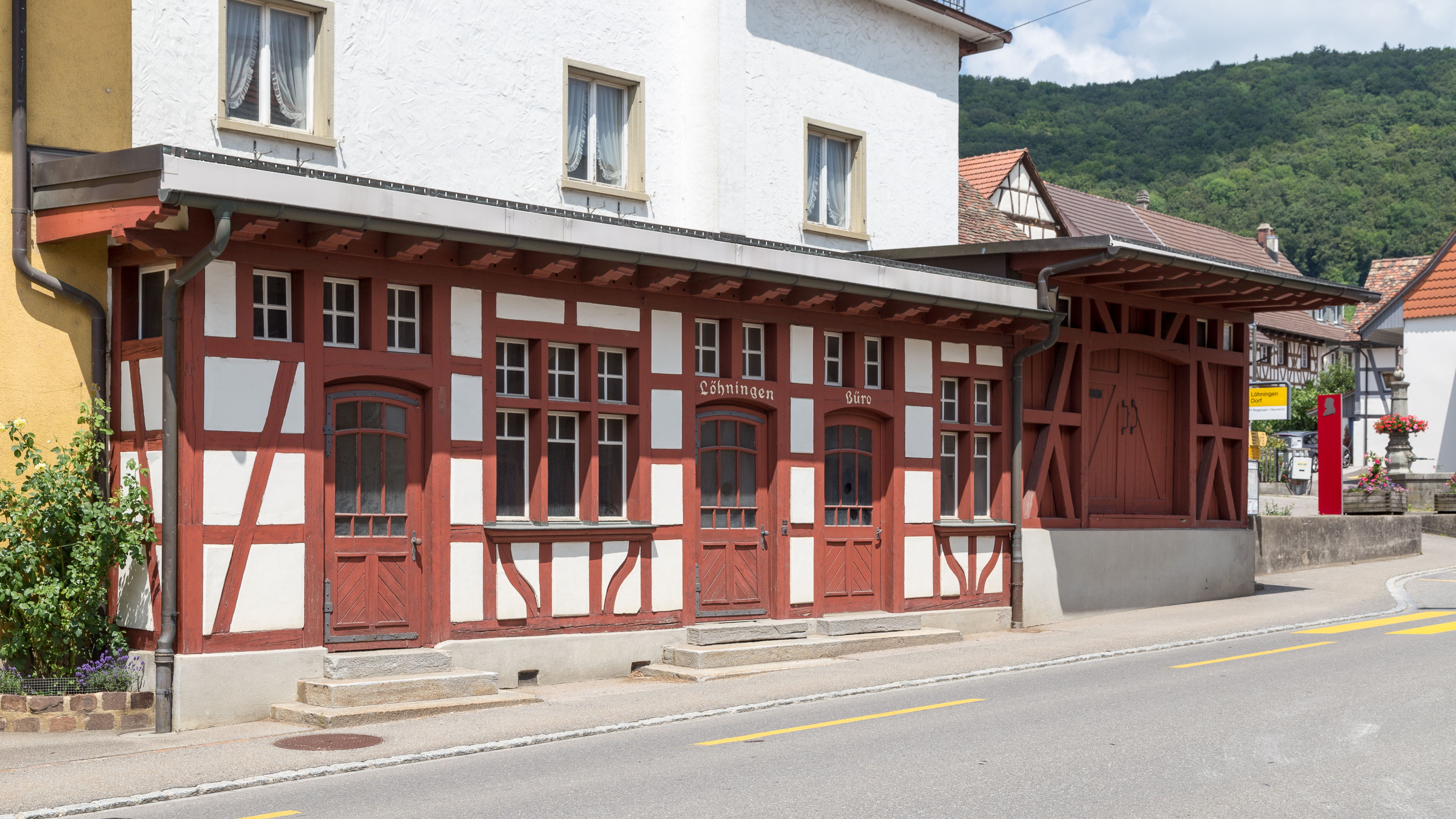
Ehem. Stationsgebäude Löhningen

- Stationsgebäude Löhningen (Lage)
- Güterschuppen Siblingen (Lage)
- Depot Siblingen (Lage)
- Wartehäuschen Siblingerhöhe (Lage)
- Güterschuppen Schleitheim